# Unione Sportiva Vibonese Calcio 2018-2019
Questa voce raccoglie le informazioni riguardanti l'Unione Sportiva Vibonese Calcio nelle competizioni ufficiali della stagione 2018-2019.

## Stagione
La stagione 2018-2019 è per la Vibonese la 2ª partecipazione alla terza serie del Campionato italiano di calcio.

## Divise e sponsor
Lo sponsor tecnico per la stagione 2018-2019 è Ready.
| Casa | Trasferta | Terza divisa |

## Rosa
Dal sito internet ufficiale della società.

## Calciomercato

### Sessione estiva(dal 1/7 al 31/8)
| Acquisti | Acquisti             | Acquisti         | Acquisti   |
| R.       | Nome                 | da               | Modalità   |
| -------- | -------------------- | ---------------- | ---------- |
| P        | Aniello Viscovo      | Crotone          | prestito   |
| D        | Michele Carrozza     | Crotone          | prestito   |
| D        | Vincenzo Camilleri   | Sicula Leonzio   | definitivo |
| D        | Mario Finizio        | Casertana        | definitivo |
| C        | Alessio Donnarumma   | Benevento        | prestito   |
| C        | Jacopo Scaccabarozzi | Piacenza         | prestito   |
| C        | Mario Prezioso       | Bisceglie        | prestito   |
| A        | Riccardo Loffredo    | Perugia          | definitivo |
| A        | Manuel De Carolis    | Varese           | definitivo |
| A        | Edgar Çani           | Partizani Tirana | definitivo |
| A        | Leonardo Taurino     | Ternana          | prestito   |
| C        | Riccardo Collodel    | Novara           | prestito   |
| D        | Riccardo Maciucca    | Matera           | definitivo |

| Cessioni | Cessioni          | Cessioni    | Cessioni              |
| R.       | Nome              | a           | Modalità              |
| -------- | ----------------- | ----------- | --------------------- |
| P        | Yesli Rayane      | svincolato  | rescissione contratto |
| P        | Riccardo Brugnoni | Gozzano     | definitivo            |
| D        | Francesco Arena   | Cittanovese | prestito              |
| A        | Riccardo Loffredo | svincolato  | rescissione contratto |
| A        | Manuel De Carolis | svincolato  | rescissione contratto |

## Risultati

### Serie C

#### Girone di andata
| Arbitro: | Colombo (Como) |

|             |           |                |
| Starita 27’ | Marcatori | 89’ De Carolis |

| Arbitro: | Maranesi (Ciampino) |

|  |           |                           |
|  | Marcatori | 57’ Evacuo 59’ Pagliarulo |

| Arbitro: | Marchetti (Ostia Lido) |

|                            |           |  |
| Fischnaller 7’ Ciccone 90’ | Marcatori |  |

| Arbitro: | Marcenaro (Genova) |

|             |           |  |
| Taurino 45’ | Marcatori |  |

| Arbitro: | De Santis (Lecce) |

|                                       |           |  |
| Biagianti 28’ Lodi 51’ (rig.) Aya 82’ | Marcatori |  |

| Arbitro: | Luciani (Roma 1) |

|                             |           |  |
| Vono 30’ (aut.) Taurino 73’ | Marcatori |  |

| Arbitro: | Garofalo (Torre del Greco) |

|  |           |             |
|  | Marcatori | 69’ Taurino |

| Arbitro: | Clerico (Torino) |

|           |           |  |
| Bubas 60’ | Marcatori |  |

| Arbitro: | Amabile (Vicenza) |

|                  |           |              |
| Floro Flores 11’ | Marcatori | 50’ Prezioso |

| Arbitro: | Cudini (Fermo) |

|                                          |           |  |
| Bubas 22’, 71’ Taurino 26’, 33’ Çani 85’ | Marcatori |  |

| 11 novembre 2018 11ª giornata - Turno di riposo |  | – |  |  |

| Arbitro: | Cipriani (Empoli) |

|              |           |  |
| Vivacqua 69’ | Marcatori |  |

| Arbitro: | Di Graci (Como) |

|             |           |  |
| Taurino 65’ | Marcatori |  |

| Arbitro: | Monaldi (Macerata) |

|            |           |          |
| Scarpa 69’ | Marcatori | 8’ Bubas |

| Arbitro: | Cascone (Nocera Inferiore) |

|               |           |            |
| Silvestri 84’ | Marcatori | 26’ Turati |

| Arbitro: | Arace (Lugo di Romagna) |

|             |           |  |
| Gerardi 32’ | Marcatori |  |

| Arbitro: | Santoro (Messina) |

|                 |           |               |
| Franchino 90+4’ | Marcatori | 90+7’ Carlini |

| Arbitro: | Marchetti (Ostia Lido) |

|                             |           |  |
| Sandomenico 63’ (rig.), 76’ | Marcatori |  |

| Arbitro: | Meraviglia (Pistoia) |

|          |           |  |
| Çani 30’ | Marcatori |  |

#### Girone di ritorno
| Arbitro: | Collu (Cagliari) |

|                           |           |  |
| Prezioso 59’ Collodel 85’ | Marcatori |  |

| Arbitro: | D'Ascanio (Ancona) |

|                              |           |           |
| Nzola 66’ (rig.) Toscano 82’ | Marcatori | 58’ Bubas |

| Vibo Valentia 23 gennaio 2019, ore 20:30 CET 22ª giornata | Vibonese          | 0 – 0 referto | Catanzaro | Stadio Luigi Razza (3 238 spett.)\| Arbitro: \| De Santis (Lecce) \| |
| Arbitro:                                                  | De Santis (Lecce) |               |           |                                                                      |

| Arbitro: | Acanfora (Castellammare di Stabia) |

|                        |           |                                                       |
| Zampaglione 88’ (aut.) | Marcatori | 4’, 35’ Allegretti 14’, 22’, 36’ Taurino 28’ Collodel |

| Vibo Valentia 3 febbraio 2019, ore 14:30 CET 24ª giornata | Vibonese          | 0 – 0 referto | Catania | Stadio Luigi Razza (1 792 spett.)\| Arbitro: \| Bitonti (Bologna) \| |
| Arbitro:                                                  | Bitonti (Bologna) |               |         |                                                                      |

| Cava de' Tirreni 10 febbraio 2019, ore 16:30 CET 25ª giornata | Cavese            | 0 – 0 referto | Vibonese | Stadio Simonetta Lamberti (2 000 spett.)\| Arbitro: \| Giordano (Novara) \| |
| Arbitro:                                                      | Giordano (Novara) |               |          |                                                                             |

| Arbitro: | Pasciuta (Ravenna) |

|  |           |                               |
|  | Marcatori | 68’ Cernigoi 90’ (rig.) Gondo |

| Arbitro: | Angelucci (Foligno) |

|                                |           |  |
| Marano 35’ Miracoli 84’ (rig.) | Marcatori |  |

| Arbitro: | Paterna (Teramo) |

|               |           |             |
| Camilleri 72’ | Marcatori | 90’ Mancino |

| Arbitro: | Pirrotta (Barcellona Pozzo di Gotto) |

|                |           |                   |
| Folorunsho 19’ | Marcatori | 90’ Scaccabarozzi |

| 10 marzo 2019 30ª giornata - Turno di riposo |  | – |  |  |

| Arbitro: | Cudini (Fermo) |

|              |           |  |
| Silvestri 7’ | Marcatori |  |

| Arbitro: | Carrione (Castellammare di Stabia) |

|                          |           |                                    |
| Polidori 47’ Ngissah 72’ | Marcatori | 63’ Scaccabarozzi 86’ (rig.) Obodo |

| Vibo Valentia 31 marzo 2019, ore 14:30 CEST 33ª giornata | Vibonese        | 0 – 0 referto | Paganese | Stadio Luigi Razza (1 000 spett.)\| Arbitro: \| Fontani (Siena) \| |
| Arbitro:                                                 | Fontani (Siena) |               |          |                                                                    |

| Arbitro: | Pashuku (Albano Laziale) |

|                                            |           |  |
| Bertolo 71’ Vázquez 80’ (rig.) Catania 85’ | Marcatori |  |

| Arbitro: | Kumara (Verona) |

|                |           |                       |
| Allegretti 49’ | Marcatori | 54’ Gerardi 81’ Gatti |

| Arbitro: | De Santis (Lecce) |

|                                 |           |                  |
| Paponi 10’ (rig.) Mezavilla 47’ | Marcatori | 31’ (rig.) Bubas |

| Arbitro: | Guida (Salerno) |

|  |           |                                 |
|  | Marcatori | 30’ (aut.) Maciucca 34’ Doumbia |

| Arbitro: | Giordano (Novara) |

|                       |           |  |
| Bacio Terracino 45+3’ | Marcatori |  |

### Girone M
| Squadra  | P.ti | G | V | N | P | GF | GS | DR |
| -------- | ---- | - | - | - | - | -- | -- | -- |
| Siracusa | 4    | 2 | 1 | 1 | 0 | 5  | 4  | +1 |
| Reggina  | 2    | 2 | 0 | 2 | 0 | 3  | 3  | 0  |
| Vibonese | 1    | 2 | 0 | 1 | 1 | 1  | 2  | -1 |

| Arbitro: | Panettella (Bari) |

|                  |           |              |
| Bubas 89’ (rig.) | Marcatori | 1’, 62’ Diop |

| Reggio Calabria 12 agosto 2018, ore 20:45 CEST 2ª giornata | Reggina        | 0 – 0 referto | Vibonese | Stadio Oreste Granillo (1 255 spett.)\| Arbitro: \| Rutella (Enna) \| |
| Arbitro:                                                   | Rutella (Enna) |               |          |                                                                       |

## Statistiche

### Statistiche di squadra
| Competizione         | Punti | In casa | In casa | In casa | In casa | In casa | In casa | In trasferta | In trasferta | In trasferta | In trasferta | In trasferta | In trasferta | Totale | Totale | Totale | Totale | Totale | Totale | DR |
| Competizione         | Punti | G       | V       | N       | P       | Gf      | Gs      | G            | V            | N            | P            | Gf           | Gs           | G      | V      | N      | P      | Gf     | Gs     | DR |
| -------------------- | ----- | ------- | ------- | ------- | ------- | ------- | ------- | ------------ | ------------ | ------------ | ------------ | ------------ | ------------ | ------ | ------ | ------ | ------ | ------ | ------ | -- |
| Serie C              | 42    | 18      | 8       | 6       | 4       | 18      | 11      | 18           | 2            | 6            | 10           | 15           | 26           | 36     | 10     | 12     | 14     | 33     | 37     | -4 |
| Coppa Italia Serie C | 1     | 1       | 0       | 0       | 1       | 1       | 2       | 1            | 0            | 1            | 0            | 0            | 0            | 2      | 0      | 1      | 1      | 1      | 2      | -1 |
| Totale               |       | 19      | 8       | 6       | 5       | 19      | 13      | 19           | 2            | 7            | 10           | 15           | 26           | 38     | 10     | 13     | 15     | 34     | 39     | -5 |

### Andamento in campionato
| Giornata  | 1 | 2  | 3  | 4  | 5  | 6  | 7 | 8 | 9 | 10 | 11 | 12 | 13 | 14 | 15 | 16 | 17 | 18 | 19 | 20 | 21 | 22 | 23 | 24 | 25 | 26 | 27 | 28 | 29 | 30 | 31 | 32 | 33 | 34 | 35 | 36 | 37 | 38 |
| --------- | - | -- | -- | -- | -- | -- | - | - | - | -- | -- | -- | -- | -- | -- | -- | -- | -- | -- | -- | -- | -- | -- | -- | -- | -- | -- | -- | -- | -- | -- | -- | -- | -- | -- | -- | -- | -- |
| Luogo     | T | C  | T  | C  | T  | C  | T | C | T | C  | -  | T  | C  | T  | C  | T  | C  | T  | C  | C  | T  | C  | T  | C  | T  | C  | T  | C  | T  | -  | C  | T  | C  | T  | C  | T  | C  | T  |
| Risultato | N | P  | P  | V  | P  | V  | V | V | N | V  |    | P  | V  | N  | N  | P  | N  | P  | V  | V  | P  | N  | V  | N  | N  | P  | P  | N  | N  |    | V  | N  | N  | P  | P  | P  | P  | P  |
| Posizione | 8 | 13 | 14 | 11 | 12 | 10 | 7 | 5 | 6 | 5  | 5  | 6  | 6  | 7  | 6  | 9  | 7  | 9  | 8  | 7  | 9  | 9  | 6  | 7  | 5  | 7  | 8  | 8  | 8  | 9  | 10 | 10 | 8  | 11 | 12 | 13 | 13 | 14 |

Legenda:

Luogo: C = Casa; T = Trasferta. Risultato: V = Vittoria; N = Pareggio; P = Sconfitta.